# Partizan Belgrade (rugby à XIII)
Maillots
Ne pas confondre avec Étoile rouge de Belgrade (rugby à XIII)
Le Partizan Belgrade est la section rugby à XIII du club omnisports du Partizan Belgrade. Il est basé à Belgrade en Serbie. Le club participe également à la Balkan Super League depuis 2017, compétition dont il remporte la première édition.

## Contexte et histoire
Le club se présente clairement comme le rival du club de l’Étoile rouge de Belgrade, et cela depuis le début des années 2010. Cette rivalité s'inscrivant dans un contexte plus général de rivalités entre les deux clubs omnisports de la capitale serbe, nés à la libération de la Yougoslavie en 1944, auxquelles les deux sections de rugby à XIII sont rattachées.
Il remporte la Balkan Super League en 2017, et est régulièrement finaliste de toutes les compétitions nationales. Une illustration parfaite étant la saison 2018, au cours de laquelle, le Partizan a rencontré en finale trois fois l’Étoile rouge : en championnat de Serbie, en coupe de Serbie et lors de la deuxième édition de la Balkan Super League.
Le club revendique être un club familial, se présente comme « une grande famille », qui « n'aime pas acheter ses joueurs à d'autres clubs » et indique en 2019 que tous ses joueurs ont été formés dans son école de rugby.

## Palmarès

### Compétitions internationales
- Vainqueur de la Balkan Super league en 2017[2].
- Finaliste de la Balkan Super league en 2018.

## Personnalités liées au club
- Vladimir Milutinovic : joueur et international serbe dans les années 2010.
- Dario Abidinovic : joueur dans les années 2010.
- Denis Bajrami, joueur et international serbe dans les années 2010.